# Крячок сірий
Крячок сірий (Anous cerulea) — вид морських сивкоподібних птахів підродини крячкових (Sterninae) родини мартинових (Laridae).

## Поширення
Вид поширений на островах у Тихому океані. Трапляється в Американському Самоа, островах Кука, Фіджі, Французькій Полінезії, Кірибаті, Маршаллових Островах, Новій Каледонії, Самоа, Тонга, Тувалу та Гаваях. Трапляється як бродяга в Австралії та Японії. Його природне середовище існування — відкриті мілкі моря в тропічних і субтропічних регіонах.

## Опис
Птах завдовжки 25–28 см і має розмах крил 46–60 см.

## Підвиди
Виділяють п'ять підвидів:
- A. c. saxatilis (Fisher, 1903): острів Маркус і північні Маршаллові острови до північно-західних Гавайських островів;
- A. c. cerulea (Bennett, 1840): острів Кіритіматі та Маркізькі острови;
- A. c. nebouxi (Mathews, 1912): острови Фенікс, Тувалу, Фіджі та Самоанські острови;
- A. c. teretirostris (Lafresnaye, 1841): архіпелаг Туамоту, острови Кука, Острал і острови Товариства;
- A. c. murphyi (Mougin & Naurois, 1981): острови Гамб'є (Французька Полінезія).